# ATP6V0B
La subunidad proteolípida de 21 kDa de la ATPasa de protón tipo V es una enzima que en los humanos está codificada por el gen ATP6V0B.  
Este gen codifica un componente de la ATPasa vacuolar (V-ATPasa), una enzima multisubunitaria que media en la acidificación de los orgánulos intracelulares eucarióticos. La acidificación de los orgánulos dependiente de V-ATPasa es necesaria para procesos intracelulares como la clasificación de proteínas, la activación del zimógeno, la endocitosis mediada por receptores y la generación de gradientes de protones de vesículas sinápticas. La V-ATPasa está compuesta por un dominio V1 citosólico y un dominio V0 transmembrana. El dominio V1 consta de tres subunidades A y tres B, dos subunidades G y las subunidades C, D, E, F y H. El dominio V1 contiene el sitio catalítico de ATP. El dominio V0 consta de cinco subunidades diferentes: a, c, c', c '' y d.
Isoformas adicionales de muchas de las proteínas de las subunidades V1 y V0 están codificadas por múltiples genes o, alternativamente, variantes de transcripción empalmadas. Esta proteína codificada es parte del dominio V0 transmembrana y es la contraparte humana de la levadura VMA16. Para este gen se han encontrado dos variantes de transcripción empalmadas alternativamente que codifican diferentes proteínas. 

## Otras lecturas
- Finbow ME, Harrison MA (1997). «The vacuolar H+-ATPase: a universal proton pump of eukaryotes.». Biochem. J. 324 (3): 697-712. PMC 1218484. PMID 9210392. doi:10.1042/bj3240697.
- Stevens TH, Forgac M (1998). «Structure, function and regulation of the vacuolar (H+)-ATPase.». Annu. Rev. Cell Dev. Biol. 13: 779-808. PMID 9442887. doi:10.1146/annurev.cellbio.13.1.779.
- Nelson N, Harvey WR (1999). «Vacuolar and plasma membrane proton-adenosinetriphosphatases.». Physiol. Rev. 79 (2): 361-85. PMID 10221984. S2CID 1477911. doi:10.1152/physrev.1999.79.2.361.
- Forgac M (1999). «Structure and properties of the vacuolar (H+)-ATPases.». J. Biol. Chem. 274 (19): 12951-4. PMID 10224039. doi:10.1074/jbc.274.19.12951.
- Kane PM (1999). «Introduction: V-ATPases 1992-1998.». J. Bioenerg. Biomembr. 31 (1): 3-5. PMID 10340843. doi:10.1023/A:1001884227654.
- Wieczorek H, Brown D, Grinstein S (1999). «Animal plasma membrane energization by proton-motive V-ATPases.». BioEssays 21 (8): 637-48. PMID 10440860. S2CID 23505139. doi:10.1002/(SICI)1521-1878(199908)21:8<637::AID-BIES3>3.0.CO;2-W.
- Nishi T, Forgac M (2002). «The vacuolar (H+)-ATPases--nature's most versatile proton pumps.». Nat. Rev. Mol. Cell Biol. 3 (2): 94-103. PMID 11836511. S2CID 21122465. doi:10.1038/nrm729.
- Kawasaki-Nishi S, Nishi T, Forgac M (2003). «Proton translocation driven by ATP hydrolysis in V-ATPases.». FEBS Lett. 545 (1): 76-85. PMID 12788495. S2CID 10507213. doi:10.1016/S0014-5793(03)00396-X.
- Morel N (2004). «Neurotransmitter release: the dark side of the vacuolar-H+ATPase.». Biol. Cell 95 (7): 453-7. PMID 14597263. doi:10.1016/S0248-4900(03)00075-3.
- Strausberg RL, Feingold EA, Grouse LH (2003). «Generation and initial analysis of more than 15,000 full-length human and mouse cDNA sequences.». Proc. Natl. Acad. Sci. U.S.A. 99 (26): 16899-903. Bibcode:2002PNAS...9916899M. PMC 139241. PMID 12477932. doi:10.1073/pnas.242603899.
- Izumi H, Ise T, Murakami T (2003). «Structural and functional characterization of two human V-ATPase subunit gene promoters.». Biochim. Biophys. Acta 1628 (2): 97-104. PMID 12890556. doi:10.1016/S0167-4781(03)00119-2.

- Datos: Q17834860